# Магнус III (король Мэна)
Магнус III Олафссон (ум. 24 ноября 1265) — король Мэна и Островов (1252—1265), младший (третий) сын мэнского короля Олаф III Черного (1226—1237). Магнус и его отец Олаф Годредарсон происходили из династии норвежско-гэльских королей (потомков короля Дублина и Мэна Годреда Крована), которые правили островом Мэн и частью Гебридских островов. Некоторые члены династии Крованов, такие как Олаф III, именовали себя «королями Островов». Другие члены династии, такие как Магнус и его братья Харальд и Рагнальд, носили титул «король Мэна и Островов». Короли Мэна из династии Крованов признавали номинальную верховную власть норвежского короля над Мэном и Гебридскими островами.

## Биография

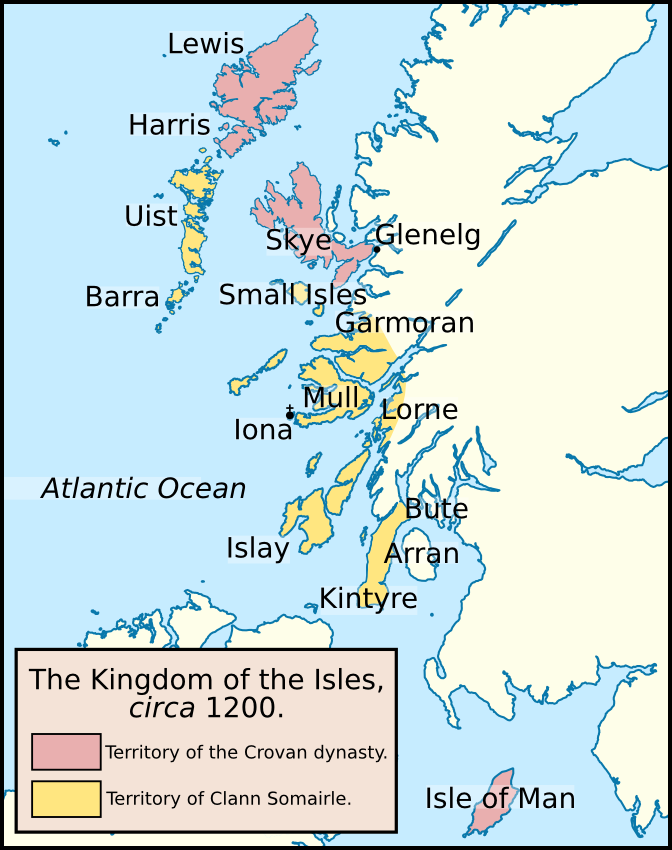
Карта Королевства Островов, около 1200 года. Земли династии Крованов граничат с владениями потомков Сомерленда

В 1237 году скончался король Мэна Олаф Чёрный (1226—1237). Ему наследовал его старший сын Харальд Олафссон (1237—1248), который утонул в 1248 году. Королевский трон унаследовал его брат, Рагнальд V Олафссон (ум. 1249). Последний правил только несколько недель и был убит Харальдом Годредарсоном (1249—1250), потомком Рагнальда Годредарсона, короля Островов (1187—1226). В 1250 году Харальд Годредарсон был отстранен от трона королём Норвегии Хаконом Хаконарсоном. В 1250—1252 годах королём Мэна был Юэн Макдугалл, король Аргайла и Островов. В 1252 году Магнус Олафссон вернулся на остров Мэн и был провозглашен королём.
В 1240-х годах король Шотландии Александр II, безуспешно стремившийся выкупить Гебридские острова, готовился начать войну против норвежского короля Хакона Хаконарсона. Но его смерть в 1249 году прервала начавшуюся военную кампанию на Западных островах. В 1261 году его сын и преемник, Александр III, пытался выкупить Гебриды у Хакона Хаконарсона, но также получил отказ и стал готовиться к вторжению на Гебриды. Норвежский король Хакон Хаконарсон во главе 12-тысячной армии прибыл на Гебриды. Король Мэна Магнус Олафссон со своим отрядом присоединился к норвежскому королю. В битве при Ларгсе в 1263 году норвежское войско потерпело поражение от шотландской армии. Хакон Хаконарсон с остатками войска отплыл на Оркнейские острова, где внезапно скончался. После отступления и смерти норвежского короля Хакона король Шотландии осуществил карательную экспедицию на Гебридские острова. Мэнский король Магнус Олафссон, чтобы сохранить свою власть на острове, вынужден был платить дань шотландской короне.
Магнус Олафссон был последним правящим королём из династии Крованов. Он скончался в замке Рашен в 1265 году и был похоронен в аббатстве Сент-Мэри в Рашене. На момент его смерти Магнус был женат на Майре (Марии), дочери Юэна Макдугалла, короля Аргайла и Островов. В 1265 году после его смерти Гебриды и остров Мэн был официально уступлены новым королём Норвегии Шотландии. Восстание Годреда Магнуссона в 1275 году был жестоко и быстро подавлено шотландским королём.

## Исторический фон
Магнус Олафссон принадлежал к скандинавской династии Крованов, норвежско-гэльских морских конунгов, под чей властью находились остров Мэн и Северные Гебриды (с конца 11 до середины 13 века). Первоначально короли Мэна владели всеми Гебридскими островами, но в середине 12 века большая часть Внутренних Гебрид был окончательно ими потеряна. Династия Крованов сохранила контроль над крупнейшими Гебридскими островами — острова Льюис, Харрис и Скай. Магнус был сыном Олафа Годредарсона Чёрного, короля Островов (ум. 1237). Олаф Гудредарсон имел двух жен. Возможно, что матерью Магнуса был его вторая супруга Кристина, дочь графа Росса Ферхара (ум. 1251).
Олаф Чёрный был младшим сыном Гудреда Олафссона, короля Островов (ум. 1187). Перед своей смертью в 1187 году Годред настаивал, чтобы его наследником стал именно Олаф. Тем не менее, вместо Олафа королём Мэна и Островов стал его старший брат Рагнальд Годредарсон (ум. 1229), пользовавшийся поддержкой населения. Братья Рагнальд и Олаф вели между собой междоусобную борьбу за королевский престол до смерти Рагнальда в 1229 году. Затем против Олава выступил его племянник Годред Рагнальдссон (ум. 1231), сын Рагнальда, который в 1231 году стал его соправителем и королём Мэна. В том же 1231 году Годред Рагнальдссон был убит. В 1237 году после смерти Олава Гудредарсона королём Мэна стал его старший сын Харальд Олафссон, который позднее совершил путешествие в Норвегию, гдже женился на дочери короля Норвегии Хакона Хаконарсона (ум. 1263). В 1248 году на обратном пути из Норвегии Харальд утонул в море. В мае 1249 года королевский трон Мэна захватил Рагнальд (ум. 1249), младший брат Харальда. Процарствовав несколько недель, король Рагнальд Олафссон был убит на острвое Мэн. После его гибели престол захватил его троюродный брат Харальд Годредарсон (1249—1250). Хотя Харальд был коорлем Мэна признан английским королём Генрихом III Плантагенетом, норвежский король Хакон Хаконарсон, сюзерен Островов, считал его узурпатором. В 1250 году Хакон Хаконарсон вызвал Харальда на суд в Норвегию и отстранил его от престола.

## Родственники и соперники
|                                        |                                        |                                        |                                        |                                        |                                        |  |  |                                           |                                           |                                           |                                           |                                           |                                           |  |  |                                                   |                                                   |                                                   |                                                   | Олаф (ум. 1153) король Островов                   |                                                   |                                          |                                          |                                          |                                          |            |            |                                                       |                                                       |                                                       |                                                       |                                                               |                                                               |                                                               |                                                               |                                                               |                                                               |  |  |  |  |  |  |  |  |  |  |  |  |  |  |  |  |  |  |
|                                        |                                        |                                        |                                        |                                        |                                        |  |  |                                           |                                           |                                           |                                           |                                           |                                           |  |  |                                                   |                                                   |                                                   |                                                   |                                                   |                                                   |                                          |                                          |                                          |                                          |            |            |                                                       |                                                       |                                                       |                                                       |                                                               |                                                               |                                                               |                                                               |                                                               |                                                               |  |  |  |  |  |  |  |  |  |  |  |  |  |  |  |  |  |  |
|                                        |                                        |                                        |                                        |                                        |                                        |  |  |                                           |                                           |                                           |                                           |                                           |                                           |  |  |                                                   |                                                   |                                                   |                                                   |                                                   |                                                   |                                          |                                          |                                          |                                          |            |            |                                                       |                                                       |                                                       |                                                       |                                                               |                                                               |                                                               |                                                               |                                                               |                                                               |  |  |  |  |  |  |  |  |  |  |  |  |  |  |  |  |  |  |
|                                        |                                        |                                        |                                        |                                        |                                        |  |  |                                           |                                           |                                           |                                           |                                           |                                           |  |  | Годред (ум. 1187) король Островов, король Дублина | Годред (ум. 1187) король Островов, король Дублина | Годред (ум. 1187) король Островов, король Дублина | Годред (ум. 1187) король Островов, король Дублина | Годред (ум. 1187) король Островов, король Дублина | Годред (ум. 1187) король Островов, король Дублина |                                          |                                          | Рагнхильда                               | Рагнхильда                               | Рагнхильда | Рагнхильда | Рагнхильда                                            | Рагнхильда                                            |                                                       |                                                       | Сомерленд (ум. 1164) король Островов, лорд Аргайла и Кинтайра | Сомерленд (ум. 1164) король Островов, лорд Аргайла и Кинтайра | Сомерленд (ум. 1164) король Островов, лорд Аргайла и Кинтайра | Сомерленд (ум. 1164) король Островов, лорд Аргайла и Кинтайра | Сомерленд (ум. 1164) король Островов, лорд Аргайла и Кинтайра | Сомерленд (ум. 1164) король Островов, лорд Аргайла и Кинтайра |  |  |  |  |  |  |  |  |  |  |  |  |  |  |  |  |  |  |
|                                        |                                        |                                        |                                        |                                        |                                        |  |  |                                           |                                           |                                           |                                           |                                           |                                           |  |  | Годред (ум. 1187) король Островов, король Дублина | Годред (ум. 1187) король Островов, король Дублина | Годред (ум. 1187) король Островов, король Дублина | Годред (ум. 1187) король Островов, король Дублина | Годред (ум. 1187) король Островов, король Дублина | Годред (ум. 1187) король Островов, король Дублина |                                          |                                          | Рагнхильда                               | Рагнхильда                               | Рагнхильда | Рагнхильда | Рагнхильда                                            | Рагнхильда                                            |                                                       |                                                       | Сомерленд (ум. 1164) король Островов, лорд Аргайла и Кинтайра | Сомерленд (ум. 1164) король Островов, лорд Аргайла и Кинтайра | Сомерленд (ум. 1164) король Островов, лорд Аргайла и Кинтайра | Сомерленд (ум. 1164) король Островов, лорд Аргайла и Кинтайра | Сомерленд (ум. 1164) король Островов, лорд Аргайла и Кинтайра | Сомерленд (ум. 1164) король Островов, лорд Аргайла и Кинтайра |  |  |  |  |  |  |  |  |  |  |  |  |  |  |  |  |  |  |
|                                        |                                        |                                        |                                        |                                        |                                        |  |  |                                           |                                           |                                           |                                           |                                           |                                           |  |  |                                                   |                                                   |                                                   |                                                   |                                                   |                                                   |                                          |                                          |                                          |                                          |            |            |                                                       |                                                       |                                                       |                                                       |                                                               |                                                               |                                                               |                                                               |                                                               |                                                               |  |  |  |  |  |  |  |  |  |  |  |  |  |  |  |  |  |  |
|                                        |                                        |                                        |                                        |                                        |                                        |  |  |                                           |                                           |                                           |                                           |                                           |                                           |  |  |                                                   |                                                   |                                                   |                                                   |                                                   |                                                   |                                          |                                          |                                          |                                          |            |            |                                                       |                                                       |                                                       |                                                       |                                                               |                                                               |                                                               |                                                               |                                                               |                                                               |  |  |  |  |  |  |  |  |  |  |  |  |  |  |  |  |  |  |
| Рагнальд (ум. 1229) король Островов    | Рагнальд (ум. 1229) король Островов    | Рагнальд (ум. 1229) король Островов    | Рагнальд (ум. 1229) король Островов    | Рагнальд (ум. 1229) король Островов    | Рагнальд (ум. 1229) король Островов    |  |  | Иварр                                     | Иварр                                     | Иварр                                     | Иварр                                     | Иварр                                     | Иварр                                     |  |  | Олаф (ум. 1237) король Островов                   | Олаф (ум. 1237) король Островов                   | Олаф (ум. 1237) король Островов                   | Олаф (ум. 1237) король Островов                   | Олаф (ум. 1237) король Островов                   | Олаф (ум. 1237) король Островов                   |                                          |                                          |                                          |                                          |            |            | Дугал (ум. после 1175) король Островов                | Дугал (ум. после 1175) король Островов                | Дугал (ум. после 1175) король Островов                | Дугал (ум. после 1175) король Островов                | Дугал (ум. после 1175) король Островов                        | Дугал (ум. после 1175) король Островов                        |                                                               |                                                               |                                                               |                                                               |  |  |  |  |  |  |  |  |  |  |  |  |  |  |  |  |  |  |
| Рагнальд (ум. 1229) король Островов    | Рагнальд (ум. 1229) король Островов    | Рагнальд (ум. 1229) король Островов    | Рагнальд (ум. 1229) король Островов    | Рагнальд (ум. 1229) король Островов    | Рагнальд (ум. 1229) король Островов    |  |  | Иварр                                     | Иварр                                     | Иварр                                     | Иварр                                     | Иварр                                     | Иварр                                     |  |  | Олаф (ум. 1237) король Островов                   | Олаф (ум. 1237) король Островов                   | Олаф (ум. 1237) король Островов                   | Олаф (ум. 1237) король Островов                   | Олаф (ум. 1237) король Островов                   | Олаф (ум. 1237) король Островов                   |                                          |                                          |                                          |                                          |            |            | Дугал (ум. после 1175) король Островов                | Дугал (ум. после 1175) король Островов                | Дугал (ум. после 1175) король Островов                | Дугал (ум. после 1175) король Островов                | Дугал (ум. после 1175) король Островов                        | Дугал (ум. после 1175) король Островов                        |                                                               |                                                               |                                                               |                                                               |  |  |  |  |  |  |  |  |  |  |  |  |  |  |  |  |  |  |
|                                        |                                        |                                        |                                        |                                        |                                        |  |  |                                           |                                           |                                           |                                           |                                           |                                           |  |  |                                                   |                                                   |                                                   |                                                   |                                                   |                                                   |                                          |                                          |                                          |                                          |            |            |                                                       |                                                       |                                                       |                                                       |                                                               |                                                               |                                                               |                                                               |                                                               |                                                               |  |  |  |  |  |  |  |  |  |  |  |  |  |  |  |  |  |  |
| Годред (ум. 1231) король Островов      | Годред (ум. 1231) король Островов      | Годред (ум. 1231) король Островов      | Годред (ум. 1231) король Островов      | Годред (ум. 1231) король Островов      | Годред (ум. 1231) король Островов      |  |  | Харальд (ум. 1248) король Мэна и Островов | Харальд (ум. 1248) король Мэна и Островов | Харальд (ум. 1248) король Мэна и Островов | Харальд (ум. 1248) король Мэна и Островов | Харальд (ум. 1248) король Мэна и Островов | Харальд (ум. 1248) король Мэна и Островов |  |  | Рагнальд (ум. 1249) король Мэна и Островов        | Рагнальд (ум. 1249) король Мэна и Островов        | Рагнальд (ум. 1249) король Мэна и Островов        | Рагнальд (ум. 1249) король Мэна и Островов        | Рагнальд (ум. 1249) король Мэна и Островов        | Рагнальд (ум. 1249) король Мэна и Островов        |                                          |                                          |                                          |                                          |            |            | Дункан (ум. после 1244) лорд Аргайла, король Островов | Дункан (ум. после 1244) лорд Аргайла, король Островов | Дункан (ум. после 1244) лорд Аргайла, король Островов | Дункан (ум. после 1244) лорд Аргайла, король Островов | Дункан (ум. после 1244) лорд Аргайла, король Островов         | Дункан (ум. после 1244) лорд Аргайла, король Островов         |                                                               |                                                               |                                                               |                                                               |  |  |  |  |  |  |  |  |  |  |  |  |  |  |  |  |  |  |
| Годред (ум. 1231) король Островов      | Годред (ум. 1231) король Островов      | Годред (ум. 1231) король Островов      | Годред (ум. 1231) король Островов      | Годред (ум. 1231) король Островов      | Годред (ум. 1231) король Островов      |  |  | Харальд (ум. 1248) король Мэна и Островов | Харальд (ум. 1248) король Мэна и Островов | Харальд (ум. 1248) король Мэна и Островов | Харальд (ум. 1248) король Мэна и Островов | Харальд (ум. 1248) король Мэна и Островов | Харальд (ум. 1248) король Мэна и Островов |  |  | Рагнальд (ум. 1249) король Мэна и Островов        | Рагнальд (ум. 1249) король Мэна и Островов        | Рагнальд (ум. 1249) король Мэна и Островов        | Рагнальд (ум. 1249) король Мэна и Островов        | Рагнальд (ум. 1249) король Мэна и Островов        | Рагнальд (ум. 1249) король Мэна и Островов        |                                          |                                          |                                          |                                          |            |            | Дункан (ум. после 1244) лорд Аргайла, король Островов | Дункан (ум. после 1244) лорд Аргайла, король Островов | Дункан (ум. после 1244) лорд Аргайла, король Островов | Дункан (ум. после 1244) лорд Аргайла, король Островов | Дункан (ум. после 1244) лорд Аргайла, король Островов         | Дункан (ум. после 1244) лорд Аргайла, король Островов         |                                                               |                                                               |                                                               |                                                               |  |  |  |  |  |  |  |  |  |  |  |  |  |  |  |  |  |  |
| Харальд (ум. ок. 1250) король Островов | Харальд (ум. ок. 1250) король Островов | Харальд (ум. ок. 1250) король Островов | Харальд (ум. ок. 1250) король Островов | Харальд (ум. ок. 1250) король Островов | Харальд (ум. ок. 1250) король Островов |  |  |                                           |                                           |                                           |                                           |                                           |                                           |  |  |                                                   |                                                   |                                                   |                                                   |                                                   |                                                   |                                          |                                          |                                          |                                          |            |            | Юэн (ум. после 1268) лорд Аргайла, король Островов    | Юэн (ум. после 1268) лорд Аргайла, король Островов    | Юэн (ум. после 1268) лорд Аргайла, король Островов    | Юэн (ум. после 1268) лорд Аргайла, король Островов    | Юэн (ум. после 1268) лорд Аргайла, король Островов            | Юэн (ум. после 1268) лорд Аргайла, король Островов            |                                                               |                                                               |                                                               |                                                               |  |  |  |  |  |  |  |  |  |  |  |  |  |  |  |  |  |  |
| Харальд (ум. ок. 1250) король Островов | Харальд (ум. ок. 1250) король Островов | Харальд (ум. ок. 1250) король Островов | Харальд (ум. ок. 1250) король Островов | Харальд (ум. ок. 1250) король Островов | Харальд (ум. ок. 1250) король Островов |  |  |                                           |                                           |                                           |                                           |                                           |                                           |  |  |                                                   |                                                   |                                                   |                                                   |                                                   |                                                   |                                          |                                          |                                          |                                          |            |            | Юэн (ум. после 1268) лорд Аргайла, король Островов    | Юэн (ум. после 1268) лорд Аргайла, король Островов    | Юэн (ум. после 1268) лорд Аргайла, король Островов    | Юэн (ум. после 1268) лорд Аргайла, король Островов    | Юэн (ум. после 1268) лорд Аргайла, король Островов            | Юэн (ум. после 1268) лорд Аргайла, король Островов            |                                                               |                                                               |                                                               |                                                               |  |  |  |  |  |  |  |  |  |  |  |  |  |  |  |  |  |  |
|                                        |                                        |                                        |                                        |                                        |                                        |  |  |                                           |                                           |                                           |                                           |                                           |                                           |  |  |                                                   |                                                   |                                                   |                                                   | Магнус (ум. 1265) король Мэна и Островов          | Магнус (ум. 1265) король Мэна и Островов          | Магнус (ум. 1265) король Мэна и Островов | Магнус (ум. 1265) король Мэна и Островов | Магнус (ум. 1265) король Мэна и Островов | Магнус (ум. 1265) король Мэна и Островов |            |            | Мария (ум. между 1300 и 1308)                         | Мария (ум. между 1300 и 1308)                         | Мария (ум. между 1300 и 1308)                         | Мария (ум. между 1300 и 1308)                         | Мария (ум. между 1300 и 1308)                                 | Мария (ум. между 1300 и 1308)                                 |                                                               |                                                               |                                                               |                                                               |  |  |  |  |  |  |  |  |  |  |  |  |  |  |  |  |  |  |
|                                        |                                        |                                        |                                        |                                        |                                        |  |  |                                           |                                           |                                           |                                           |                                           |                                           |  |  |                                                   |                                                   |                                                   |                                                   | Магнус (ум. 1265) король Мэна и Островов          | Магнус (ум. 1265) король Мэна и Островов          | Магнус (ум. 1265) король Мэна и Островов | Магнус (ум. 1265) король Мэна и Островов | Магнус (ум. 1265) король Мэна и Островов | Магнус (ум. 1265) король Мэна и Островов |            |            | Мария (ум. между 1300 и 1308)                         | Мария (ум. между 1300 и 1308)                         | Мария (ум. между 1300 и 1308)                         | Мария (ум. между 1300 и 1308)                         | Мария (ум. между 1300 и 1308)                                 | Мария (ум. между 1300 и 1308)                                 |                                                               |                                                               |                                                               |                                                               |  |  |  |  |  |  |  |  |  |  |  |  |  |  |  |  |  |  |
|                                        |                                        |                                        |                                        |                                        |                                        |  |  |                                           |                                           |                                           |                                           |                                           |                                           |  |  |                                                   |                                                   |                                                   |                                                   |                                                   |                                                   |                                          |                                          |                                          |                                          |            |            |                                                       |                                                       |                                                       |                                                       |                                                               |                                                               |                                                               |                                                               |                                                               |                                                               |  |  |  |  |  |  |  |  |  |  |  |  |  |  |  |  |  |  |
|                                        |                                        |                                        |                                        |                                        |                                        |  |  |                                           |                                           |                                           |                                           |                                           |                                           |  |  |                                                   |                                                   |                                                   |                                                   |                                                   |                                                   |                                          |                                          | Годред (уб. 1275)                        |                                          |            |            |                                                       |                                                       |                                                       |                                                       |                                                               |                                                               |                                                               |                                                               |                                                               |                                                               |  |  |  |  |  |  |  |  |  |  |  |  |  |  |  |  |  |  |

## Юэн Макдугалли вторжение на остров Мэн
Юэн Макдугалл, король Аргайла и Островов (ум. ок. 1270), был видным членом династии Магдугаллов и потомком Сомерленда мак Гилла-Бригте, короля Островов, лорда Аргайла и Кнтайра (ум. 1164). Через брак Сомерленда с Рагнхильд, дочерью короля Олафа Гудредарсона, короля Островов (ум. 1153), несколько представителей потомком Сомерленда претендовали на власть над Гебридскими островами. В 1248 году Юэн и его троюродный брат Дугал совершили поездку в Берген, где принесли вассальную присягу на верность норвежскому королю Хакону Хаконарсону. Король Норвегии пожаловал титул короля Островов Юэну Макдугаллу, лорду Аргайла. В 1249 году после смерти Харальда Олафссона Юэн Макдугалл вернулся из Норвегии и занял королевский престол. Юэн Макдугалл признавал вассальную зависимость от королей Норвегии (за Гебридские острова) и Шотландии (за область Аргайл). Вскоре после возвращения Юэна из Норвегии шотландский король Александр II совершил военную экспедицию вглубь Аргайла и потребовал от Юэна, чтобы отказался от ленной зависимости от Норвегии. Юэн Макдугалл отказался это сделать, и был изгнан из Аргайла шотландским войском. В 1250 году, согласно хроникам Мэна, Магнус и Юэн Макдугалл с норвежским войском высадились на острове Мэн. Юэн Макдугалл был провозглашен королём острова.
В 1251 году король Англии Генрих III приказал юстициарию Ирландии Джону ФицДжеффри (ум. 1258) запретить Магнусу нанимать ирландцев для вторжения на остров Мэн. В 1252 году Магнус Олафссон, получив поддержку населения, занял королевский престол на острове Мэн. В 1254 году норвежский король Хакон Хаконарсон признал Магнуса Олафссона законным королём Мэна.

## Шотландское вторжение

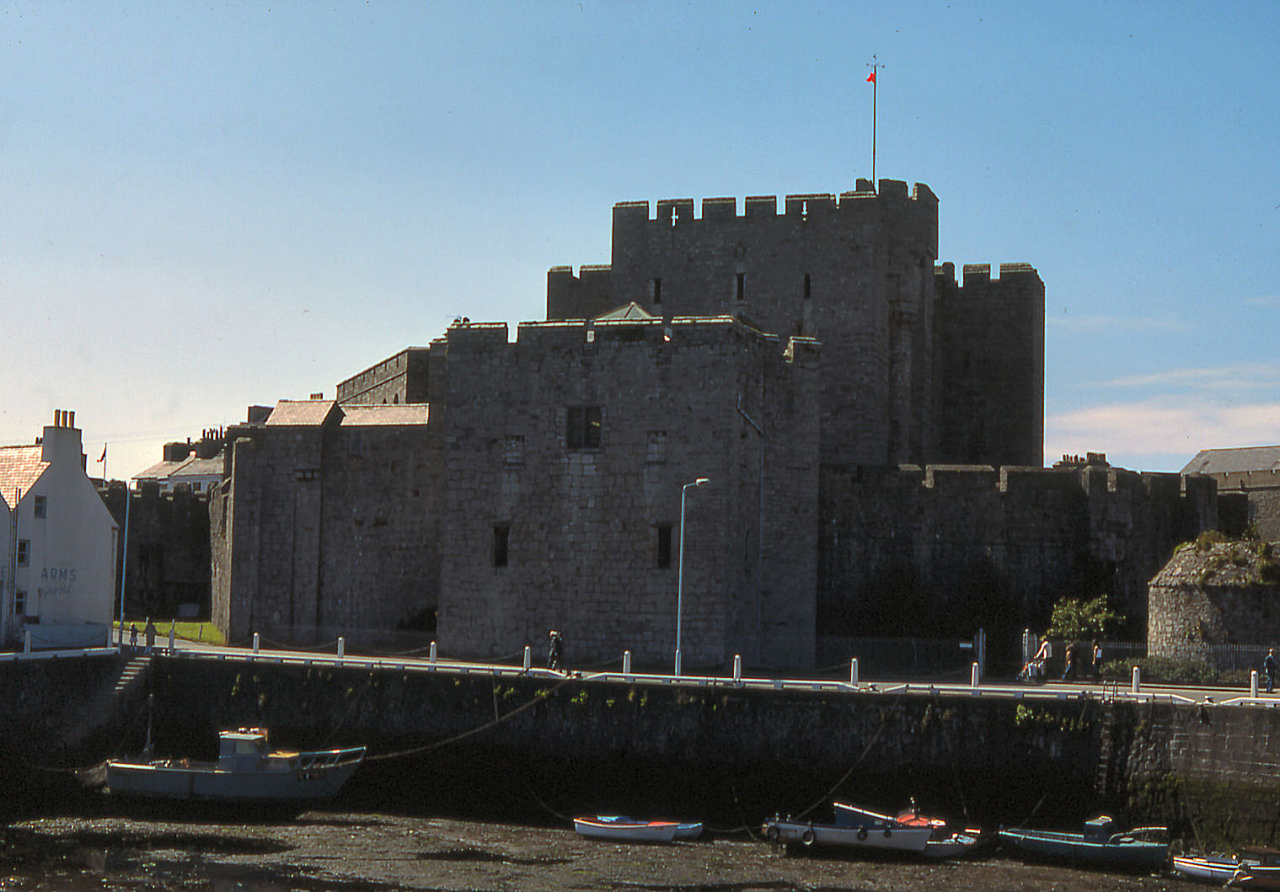
Замок Рашен, резиденция королей Мэна. Здесь в 1265 году скончался король Магнус Олафссон. Замок был построен в 12-13 веках.

В 1244 году шотландский король Александр II сделал первую попытку выкупить Гебридские острова у короля Норвегии. В 1249 году Хакон Хаконарсон отправил из Норвегии на острова своего вассала Юэна Макдугалла, лорда Аргайла. В ответ шотландский король осуществил карательный поход на Аргайл и изгнал Юэна Макдугалла из его владений.
В 1261 году король Шотландии Александр III отправил своего эмиссара в Норвегию, чтобы обсудить продажу Гебридских островов. Переговоры были безрезультатными. В 1262 году шотландский вассал Уильям, граф Росс (ум. 1274) совершил жестокое нападение на остров Скай.

## Шотландско-норвежская война

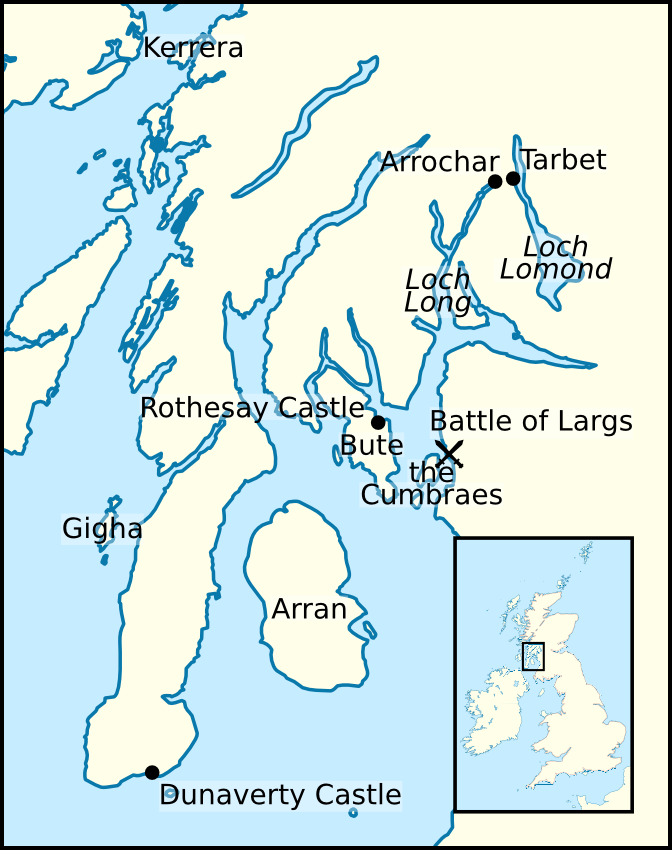
Карта западного побережья Шотландии, где происходили военные действия между норвежским и шотландским королями в 1263 году

В конце лета 1263 года норвежский флот под командованием короля Хакона Хаконарсона достиг побережья Шотландии. Магнус Олафссон, король Мэна, и Дугал мак Руаири, король Островов, со своими дружинами присоединились к норвежскому королю. Магнус и Дугал участвовали в кампаниях норвежцев на Кинтайр и во вторжении в Леннокс. Юэн Макдугалл отказался участвовать в военной кампании Хакона против Шотландии и был арестован. Затем Хакон Хаконарсон отпустил на свободу Юэна Макдугалла, который стал посредником в переговорах между шотландцами и норвежцами.
2 октября 1263 года главные силы норвежского короля были разбиты шотландцами в битве при Ларгсе. После поражения норвежский король Хакон Хаконарсон повел флот на север через Гебридские острова. На Малле он расстался со своими норвежско-гэльским и вассалами. Дугал получил во владение домен Юэна Макдугалла, Мурхад — остров Арран, а Руаиди — остров Бьют. Норвежский флот покинул Гебриды и достиг Оркни в конце октября, когда заболел Хакон умер в середине декабря 1263 года.

## Подчинение Мэна
В 1264 году шотландский король Александр собрал флот для вторжения на Гебридские острова и остров Мэн. Магнус Олафссон, лишившийся поддержки королей Норвегии и Англии, вынужден подчинить власти шотландского монарха. В Дамфрисе Магнус встретился с Александром, где принес ему ленную присягу и дал заложников. В обмен на обещание Александра защитить Мэн от норвежского возмездия, Магнус вынужден был предоставить шотландскому королю десять кораблей для его военной кампании на Гебридские острова. Шотландские войска под командованием Уильяма, графа Мара, Александра Комина, графа Бьюкена, и Алана Дорварда захватили и разграбили все Гебридские острова, перебив местное население. Другая карательная экспедиция под руководством графа Росса вторглась в Кейтнесс и Росс.
24 ноября 1265 года король Мэна Магнус Олафссон скончался в Рашенском замке и был похоронен в аббатстве Сент-Мэри в Рашене. После смерти Магнуса королевство Мэн вошло в состав Шотландского королевства (1266).
Через три года после битвы при Ларгсе, 2 июля 1266 года, был заключен Пертский мирный договор между Шотландским и Норвежским королевства. Этот договор разрешил многовековой территориальный спор по поводу западного побережья Шотландии. По условиям договора норвежский король Магнус Хаконарсон (1263—1280) уступил Гебриды и остров Мэн шотландскому королю Александру за выкуп в размере 4 000 шотландских марок, подлежащий выплате в течение четырёх лет. Шотландский король гарантировал сохранение прав и обычаев жителей островов. Каждая из сторон также обязывалась не предоставлять убежища изменникам и преступникам другой стороны. Кроме того, шотландцы должны были ежегодно уплачивать 100 марок норвежскому королю.
В 1275 году Годред Магнуссон, незаконнорожденный сын короля Магнуса Олафссона, поднял восстание на острове Мэн протиы шотландского владычества и провозгласил себя королём острова. 7 октября того же года шотландское войско высадилось на острове и на следующий день подавило восстание. В битвеа при Роналдсвэе Годред Магнуссон потерпел поражение и был убит в этом сражении.